# ألان كامارا
ألان كامارا (بالإنجليزية: Alan Kamara)‏ هو لاعب كرة قدم بريطاني، ولد في 15 يوليو 1958 في شفيلد في المملكة المتحدة. لعب مع دارلينجتون إف سى ونادي بيرتن ألبيون ونادي سكاربورو ونادي هاليفاكس تاون ونادي يورك سيتي.